# Committee on Space Research
Comitetul pentru cercetarea spațiului (cosmic) (Committee on Space Research, COSPAR) a fost înființat de Consiliul Internațional pentru Știință (International Council for Science, ICSU) în 1958. 
Printre obiectivele COSPAR se numără promovarea cercetării științifice în spațiu pe plan internațional, cu accent pe schimbul liber de rezultate, informații și opinii și asigurarea unui forum deschis tuturor oamenilor de știință pentru discutarea problemelor care pot afecta cercetarea spațială. Aceste obiective sunt realizate prin organizarea de simpozioane, publicații și alte mijloace. COSPAR a creat un număr de programe de cercetare pe teme diferite, câteva în colaborare cu alte comitete științifice. Proiectul pe termen lung al  COSPAR, de referință pe termen lung a atmosferei Pământului, a început în 1960; de atunci a produs câteva ediții ale codului CIRA pentru atmosferă înaltă. Codul „IRI“ al grupului de lucru COSPAR-URSI, de referință internațională a ionosferei, a fost editat pentru prima dată în 1978 și este actualizat anual. 

## Adunare Generală
La fiecare doi ani, COSPAR solicită o Adunare Generală (numită și Adunarea Științifică). Acestea sunt conferințe care în prezent adună ca participanți peste o mie de cercetători ai spațiului cosmic. Cele mai recente adunări sunt prezentate în tabelul de mai jos. A 41-a Adunare Generală de la Istanbul a fost anulată din cauza tentaivei de lovitură de stat în Turcia din 2016.
| Adunare Generală | An   | Loc               | Țară              |
| ---------------- | ---- | ----------------- | ----------------- |
| 44th             | 2022 | Atena             | Grecia            |
| 43rd             | 2020 | Sydney            | Australia         |
| 42nd             | 2018 | Pasadena          | Statele Unite     |
| 41st             | 2016 | Istanbul (anulat) | Turcia            |
| 40th             | 2014 | Moscova           | Rusia             |
| 39th             | 2012 | Mysore            | India             |
| 38th             | 2010 | Bremen            | Germania          |
| 37th             | 2008 | Montreal          | Canada            |
| 36th             | 2006 | Beijing           | China             |
| 35th             | 2004 | Paris             | Franța            |
| 34th             | 2002 | Houston           | Statele Unite     |
| 33rd             | 2000 | Varșovia          | Polonia           |
| 32nd             | 1998 | Nagoya            | Japonia           |
| 31st             | 1996 | Birmingham        | Marea Britanie    |
| 30th             | 1994 | Hamburg           | Germania          |
| 29th             | 1992 | Washington, DC    | Statele Unite     |
| 28th             | 1990 | Haga              | Țările de Jos     |
| 27th             | 1988 | Espoo             | Finlanda          |
| 26th             | 1986 | Toulouse          | Franța            |
| 25th             | 1984 | Graz              | Austria           |
| 24th             | 1982 | Ottawa            | Canada            |
| 23rd             | 1980 | Budapesta         | Ungaria           |
| 22nd             | 1979 | Bangalore         | India             |
| 21st             | 1978 | Innsbruck         | Austria           |
| 20th             | 1977 | Tel-Aviv          | Israel            |
| 19th             | 1976 | Philadelphia, PA  | Statele Unite     |
| 18th             | 1975 | Varna             | Bulgaria          |
| 17th             | 1974 | Sao Paulo         | Brazilia          |
| 16th             | 1973 | Konstanz          | Germania          |
| 15th             | 1972 | Madrid            | Spania            |
| 14th             | 1971 | Seattle, WA       | Statele Unite     |
| 13th             | 1970 | Leningrad         | Uniunea Sovietică |
| 12th             | 1969 | Praga             | Cehoslovacia      |
| 11th             | 1968 | Tokyo             | Japonia           |
| 10th             | 1967 | Londra            | Marea Britanie    |
| 9th              | 1966 | Viena             | Austria           |
| 8th              | 1965 | Mar del Plata     | Argentina         |
| 7th              | 1964 | Florența          | Italia            |
| 6th              | 1963 | Varșovia          | Polonia           |
| 5th              | 1962 | Washington, DC    | Statele Unite     |
| 4th              | 1961 | Florența          | Italia            |
| 3rd              | 1960 | Nice              | Franța            |
| 2nd              | 1959 | Haga              | Țările de Jos     |
| 1st              | 1958 | Londra            | Marea Britanie    |